# Shipman, Illinois
Shipman är en ort i Macoupin County i Illinois. Enligt 2010 års folkräkning hade Shipman 624 invånare.